# Jules Hardouin-Mansart

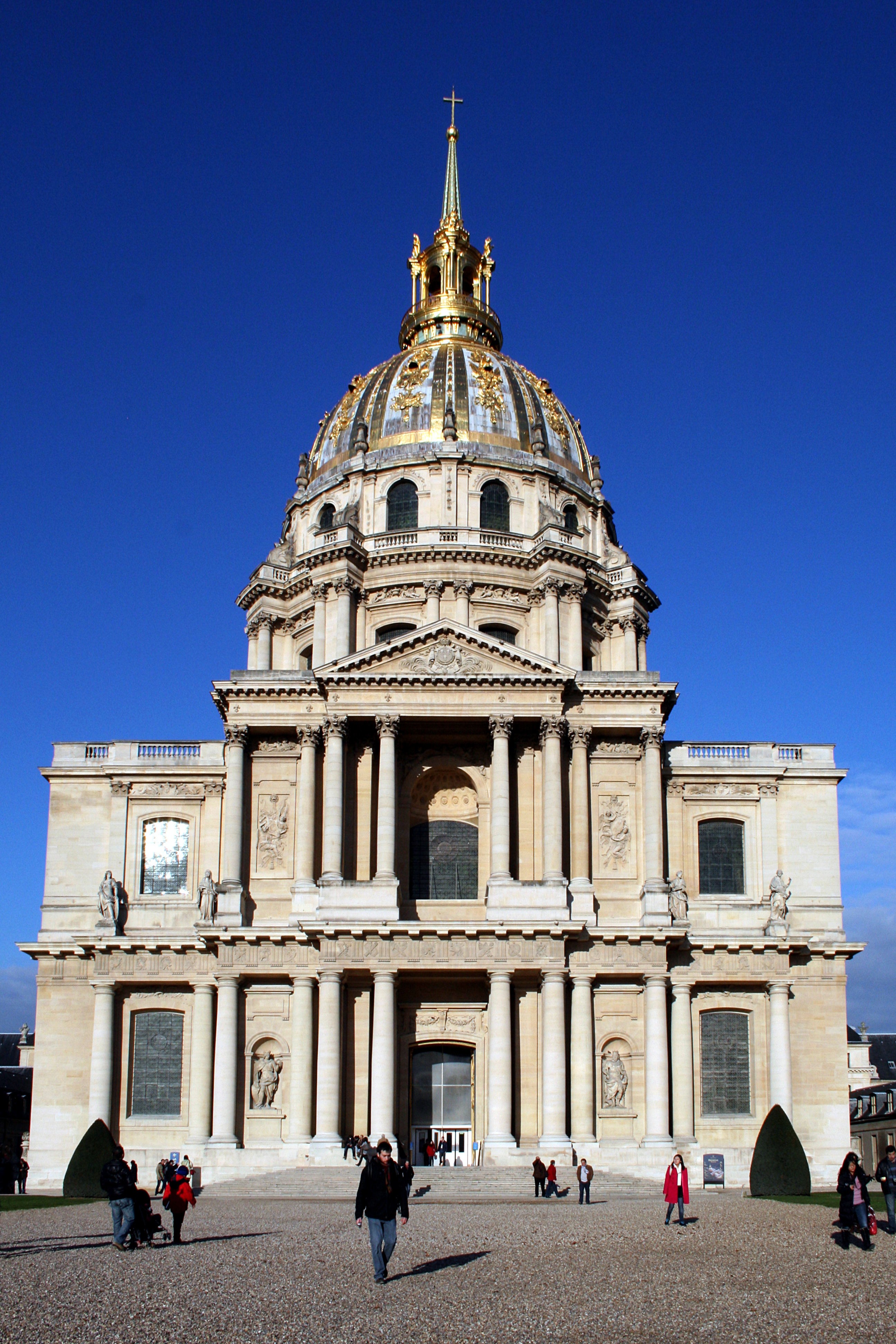
Dôme des Invalides

Jules Hardouin-Mansart (Parijs, 16 april 1646 - Marly-le-Roi, 11 mei 1708) was een Frans architect, architect des konings (van Lodewijk XIV).
Jules' grootoom was François Mansart, naar wie de zogenaamde mansardedaken zijn genoemd.

## Stijlkenmerken
Zijn bouwwerken worden gekenmerkt door de strakke lijnen. Hij gebruikte ook elementen uit de klassieke oudheid zoals zuilen en frontons. Het resultaat moest een tegenhanger kunnen zijn van de monumentale, Italiaanse barok. Hij creëerde in opdracht van de Lodewijk XIV de grootse monumentale gebouwen van Frankrijk. De meeste gevels zijn opgetrokken uit zandsteen en zijn volkomen symmetrisch. Door zijn inzicht werd de stijl de visuele vorm van het Franse absolutisme.

## Bekende realisaties
- Kasteel van Versailles
- Kasteel van Vaux-le-Vicomte
- kasteel van Saint-Germain-en-Laye
- Kasteel van Dampierre
- Place des Victoires in Parijs
- Place Vendôme in Parijs
- Dôme des Invalides
- Mariakapel van de Église Saint-Roch

- Bibliothèque nationale de France: cb12553191g (data)
- Gemeinsame Normdatei: 118781618
- International Standard Name Identifier: 0000 0000 8115 8627
- KulturNav: 11ee264b-79ef-44e7-8cef-ef6dbe6850f8
- Library of Congress Control Number: n82036136
- Nationale Bibliotheek van Israël: 987007347146805171
- Nederlandse Thesaurus van Auteursnamen: 157620743
- RKD-Nederlands Instituut voor Kunstgeschiedenis: 52380
- Istituto Centrale per il Catalogo Unico: PUVV319958
- SNAC: w6tx649j
- Système universitaire de documentation: 03481910X
- Union List of Artist Names: 500029668
- Virtual International Authority File: 37031667
- WorldCat: E39PBJcR6hwTDFvT9TTCRMh4MP